# Sadja
Sadja è un film muto del 1918 diretto da Adolf Gärtner e Erik Lund. Quest'ultimo, qui, è al suo debutto come regista cinematografico.

## Trama
Una schiava sposa l'amico dell'europeo che l'ha salvata.

## Produzione
Il film fu prodotto dalla Ring-Film GmbH (Berlin).

## Distribuzione
Uscì nelle sale cinematografiche tedesche, presentato a Berlino nel dicembre 1918 con un visto di censura dell'ottobre 1918 che ne vietava la visione ai minori.